# 世界柔道団体選手権大会
世界柔道団体選手権大会（せかいじゅうどうだんたいせんしゅけんたいかい）は柔道の国別世界一を決める団体戦の大会。主催はIJF。

## 概説
1994年にフランスのパリで第1回のワールドカップ国別団体選手権大会が開催される。女子は1997年に大阪で初開催される。1998年からは男女共催となる。2003年と2005年の世界選手権の際には国別団体戦が開催されたものの、この2大会はエキシビションであって正式な大会ではない。2007年からは世界柔道団体選手権大会という名称で装いも新たな大会となる。2008年の大会では優勝チームに50,000ドル、2位に25,000ドル、3位に15,000ドルがそれぞれ授与された。2014年からは、メダリストの他にそのコーチにも賞金が支給されることになった。そのため、メダリストの賞金は従来より2割減となった(優勝チームに2万ドル、そのコーチに5000ドル、2位に1万2千ドル、そのコーチに3000ドル、3位に4000ドル、そのコーチに1000ドル)。2008年の大会までは個人戦と同じ男女各7階級で争われていたが、2010年の大会から現行の5階級となった。2011年からは個人戦と同時期に開催されることになった(2012年を除く)。2015年には日本チームが世界カデ、世界ジュニア、ユニバーシアード、世界選手権における男女の団体戦を制したことにより、同一年に世界大会の団体戦を史上初めて完全制覇することになった。2020年の東京オリンピックで男女各3名の計6名による混合団体戦の実施が決まったことから、2017年の大会からは従来の男女別による5人制の団体戦ではなくオリンピックを見据えた混合団体戦が導入された。団体戦の実施階級は男子が73kg級、90kg級、90kg超級、女子が57kg級、70kg級、70kg超級となった。一本勝ち(不戦勝、棄権勝ちを含む)が10点、技ありによる優勢勝ちが1点、指導差での勝利は0点に換算される。勝利数ないしは合計ポイントで同点の場合は無作為に選出された同階級同士による代表戦となる。代表戦はGSから開始されるために、どちらかが先に技のポイントか指導3による反則勝ちを収めた時点で勝敗が決する。2018年の世界団体からは従来のように軽い階級から試合が行われるのではなく、抽選で階級の順番が決まることになった。さらに、勝敗が決して以降の試合は行われないことにもなった(後者に関してはすでに2017年の世界ジュニアで先取りされていた)。

## 実施階級
男女別
| 男子       | 男子      | 男子      | 男子      | 男子    | 男子 | 男子 | 男子 |
| ---------- | --------- | --------- | --------- | ------- | ---- | ---- | ---- |
| 66 kg 以下 | 66〜73 kg | 73〜81 kg | 81〜90 kg | 90kg 超 |      |      |      |
| 女子       |           |           |           |         |      |      |      |
| 52 kg 以下 | 52〜57 kg | 57〜63 kg | 63〜70 kg | 70kg 超 |      |      |      |

男女混合
| 男子       | 男子      | 男子    | 男子 | 男子 | 男子 | 男子 | 男子 |
| ---------- | --------- | ------- | ---- | ---- | ---- | ---- | ---- |
| 73 kg 以下 | 81〜90 kg | 90kg 超 |      |      |      |      |      |
| 女子       |           |         |      |      |      |      |      |
| 57 kg 以下 | 63〜70 kg | 70kg 超 |      |      |      |      |      |

## 結果

### 男子
| 開催年 | 優勝 | 2位 | 3位 | 3位 |
| 1994   | フランス フランク・シャンビリー アミド・アブドゥーヌ ブノワ・カンパーニュ パトリック・ロッソ ローラン・フランソワ ジャメル・ブーラ バンサンゾ・カラベッタ タマズ・サーカシビリ パトリス・ロニョン ローラン・クロスト ダビド・ドゥイエ                  | ドイツ セバスティアン・ハンペル ホルク・ジルベルザック ペーター・シュラッター マルティン・シュミット シュテファン・ドット マルコ・スピットカ デトレフ・クノレック マルク・マイリング フランク・モラー | 日本 原田堅一 乙黒靖雄 内村直也 秀島大介 中嶋靖宏 田辺勝 賀持道明 篠原信一                                                                                          | ロシア ティナフ・アフメドフ ウラジーミル・ドラチコ セルゲイ・コスミニン コンスタンティン・サフチシュキン オレグ・マルツェフ ドミトリー・セルゲイエフ エフゲニー・ペチュロフ         |
| 1998   | 日本 野村忠宏 徳野和彦 中村行成 中村兼三 窪田和則 中村佳央 田辺勝 窪田茂 小斎武志 篠原信一 | ブラジル フルビオ・ミヤタ エンリケ・ギマラエス セルジオ・オリベイラ フラビオ・カント エデルマール・ザノル フェルナンド・フィゲイレド ダニエル・エルナンデス                                           | フランス ヤシーヌ・ドゥマ ラルビ・ベンブダウ クリストフ・ガグリアーノ ローラン・フランソワ バンサンゾ・カラベッタ ステファン・トレノー ジェローム・ドレフュス       | ロシア ウラジーミル・デグチャレフ イスラム・マツィエフ アナトリー・ラリュコフ コンスタンティン・サフチシュキン ドミトリ・モロゾフ アレクサンドル・ミハイリン タメルラン・トメノフ   |
| 2002   | 日本 江種辰明 古根川実 鳥居智男 小見川道浩 高松正裕 中村兼三 塘内将彦 矢嵜雄大 飛塚雅俊 井上康生 鈴木桂治 棟田康幸 | ジョージア ネストル・ヘルギアニ ダビド・マルゴシビリ ダビド・ケフキシビリ グリゴリ・マムリキシビリ ズラブ・ズビャダウリ イベリ・ジクラウリ アレクサンドル・ダビタシビリ                               | フランス ジェレミー・ルブリ バンジャマン・ダルベレ ダニエル・フェルナンデス セドリック・クラベリ フレデリック・デモンフォコン ジスラン・ルメール フレデリク・ルカヌ | イタリア ジオバーニ・カレッラ アレッサンドロ・ブルエレ ジュゼッペ・マッダローニ ロベルト・メローニ フランチェスコ・レプレ ミケーレ・モンティ パオロ・ビアンケッシ                   |
| 2006   | ジョージア ネストル・ヘルギアニ バフタンギ・ホシタシビリ ザザ・ケデラシビリ ダビド・ケフキシビリ グリゴリ・マムリキシビリ ゲオルギ・バインドゥラシビリ イラクリ・ツィレキゼ ゲオルギ・キジラシビリ ラシャ・グジェジアニ ズビアディ・ハンジャリアシビリ | ロシア ルスラン・キシュマホフ ミハイル・ベルホランツェフ コンスタンティン・ザレツキー ドミトリー・ノソフ イヴァン・ペルシン ルスラン・ガシモフ アレクサンドル・ミハイリン タメルラン・トメノフ        | フランス シリル・ソエル バンジャマン・ダルベレ ダニエル・フェルナンデス アントニー・ロドリーグ メディ・カルドゥーヌ フレデリック・デモンフォコン ピエール・ロバン   | 韓国 趙南錫 キム・カンスプ 李元熹 クウォン・ヨンウ 黄禧太 蔣盛晧 金聖氾 |
| 2007   | 日本 平岡拓晃 内柴正人 稲澤真人 小野卓志 泉浩 猪又秀和 石井慧 | ブラジル チャールズ・チバナ レアンドロ・クーニャ ペドロ・ゲデス ビクトル・ペナルベル ユーゴ・ペッサーニャ レオナルド・レイチ ジョアン・シリトレー                                                     | 中国 アン・ジアンチ ウ・リトゥビリゲ ゼン・チンドン シャオ・デチアン ヘ・ヤンジュ シャオ・ニン ウェイ・シャンジュン                                                 | 韓国 崔敏浩 金周珍 王己春 宋大南 ヨ・カンサン 蔣盛晧 金洙完 |
| 2008   | ジョージア ネストル・ヘルギアニ ミンディア・ホミズリ ザザ・ケデラシビリ ダビド・ケフキシビリ ヴァルラーム・リパルテリアニ イラクリ・ツィレキゼ ラシャ・グジェジアニ                                                                                    | ウズベキスタン リショド・ソビロフ ミラリ・シャリポフ アバズベク・コルガノフ ナフルズ・ユラコビロフ フルシド・ナビエフ ウトキル・クルバノフ アブドゥロ・タングリエフ                                   | ブラジル チャールズ・チバナ デニルソン・ローレンソ ビクトル・ペナルベル フラビオ・カント ユーゴ・ペッサーニャ レオナルド・レイチ ダニエル・エルナンデス             | ロシア ルスラン・キシュマホフ アリム・ガダノフ コンスタンティン・ザレツキー シラジュディン・マゴメドフ ザファール・マフマドフ アシアン・ウナシュホトロフ アレクサンドル・ミハイリン |
| 2010   | 日本 小倉武蔵 小寺将史 大束正彦 齋藤涼 高松正裕 西岡和志 西山将士 穴井隆将 立山広喜 | ブラジル アレックス・ポンボ ブルーノ・メンドーサ フラビオ・カント ロドリゴ・マシェル・デ・ルナ ラファエル・シルバ                                                                                     | ロシア ミハイル・プリャエフ カマル・ハーン＝マゴメドフ ムラト・コゾコフ ムラト・ハバチロフ キリル・ボプロソフ アシアン・カンビエフ                                  | 韓国 曺準好 方貴満 ホン・スクウォン クウォン・ヨンウ 金成民 |
| 2011   | フランス ディミトリ・ドラジャン ウゴ・ルグラン アラン・シュミット ロマン・ブフェ テディ・リネール | ブラジル レアンドロ・クーニャ ブルーノ・メンドーサ レアンドロ・ギルヘイロ ティアゴ・カミロ ラファエル・シルバ                                                                                         | 日本 海老沼匡 森下純平 中矢力 秋本啓之 中井貴裕 高松正裕 西山大希 小野卓志 鈴木桂治 上川大樹                                                                        | 韓国 曹準好 王己春 金宰範 李奎遠 金成民 |
| 2012   | ロシア ミハイル・プリャエフ バトラズ・カイトマゾフ ムラト・ハバチロフ カミル・マゴメドフ アレクサンドル・ミハイリン | 日本 海老沼匡 福岡政章 粟野靖浩 齋藤涼 長島啓太 川上智弘 西山将士 吉田優也 上川大樹 七戸龍 | ジョージア シャルバ・カルダバ ヌグザリ・タタラシビリ アブタンディル・チリキシビリ ヴァルラーム・リパルテリアニ レヴァニ・マチアシビリ                               | ブラジル ルイス・レビテ ブルーノ・メンドーサ ビクトル・ペナルベル エドゥアルド・シルバ ラファエル・シルバ                                                                           |
| 2013   | ジョージア ラシャ・シャフダトゥアシビリ ゼベダ・レフビアシビリ アブタンディル・チリキシビリ ヴァルラーム・リパルテリアニ アダム・オクルアシビリ | ロシア アリム・ガダノフ ムラート・コゾコフ シラジュディン・マゴメドフ キリル・デニソフ アレクサンドル・ミハイリン                                                                                     | 日本 福岡政章 大野将平 長島啓太 七戸龍 | ドイツ セバスチャン・ザイドル イゴール・ヴァントケ スヴェン・マレシュ マルク・オーデンタール ディミトリ・ペータース                                                                 |
| 2014   | 日本 海老沼匡 高市賢悟 中矢力 大野将平 永瀬貴規 西山大希 ベイカー茉秋 七戸龍 上川大樹 | ロシア カマル・ハーン＝マゴメドフ デニス・ヤルツェフ ムラート・ハバチロフ マゴメド・マゴメドフ アスラン・カンビエフ                                                                                   | ジョージア シャルバ・カルダバ ヌグザリ・タタラシビリ アブタンディル・チリキシビリ ヴァルラーム・リパルテリアニ アダム・オクルアシビリ                               | ドイツ セバスチャン・ザイドル クリストファー・フェルク スヴェン・マレシュ マルク・オーデンタール ディミトリ・ペータース                                                             |
| 2015   | 日本 海老沼匡 高市賢悟 中矢力 大野将平 永瀬貴規 丸山剛毅 吉田優也 王子谷剛志 | 韓国 アン・バウル 安昌林 イ・スンス 郭同韓 金成民 | ジョージア バジャ・マルグベラシビリ ラシャ・シャフダトゥアシビリ ヌグザリ・タタラシビリ ベカ・グビニアシビリ ヴァルラーム・リパルテリアニ                           | モンゴル ダワードルジ・トゥムルフレグ サインジャルカル・ニャムオチル オトゴンバータル・ウーガンバータル ルハグバスレン・オトゴンバータル ナイダン・ツブシンバヤル                   |

### 女子
| 開催年 | 優勝 | 2位 | 3位 | 3位 |
| 1997   | キューバ · アマリリス・サボン · レグナ・ベルデシア · ドリュリス・ゴンサレス · ケニア・ロドリゲス · シベリス・ベラネス · ディアデニス・ルナ · ダイマ・ベルトラン                                          | 韓国 ヨ・ヘジュン ミン・キョンスン チョ・ジヒョン 鄭成淑 曹敏仙 チェ・ヨンヘ 李賢暻                                                                                              | 日本 田村亮子 長井淳子 菅原教子 大塚雅子 杉村英子 北爪弘子 小笠原守美 一見理沙 木本奈美 阿武教子 吉田早希 国吉真子 外岡裕子                                                | フランス フレデリク・ジョシネ マリー＝クレール・レストゥー マガリ・バトン セブリーヌ・バンデネンド イザベル・ボーレユ エスタ・エソンブ クリスティーヌ・シコ                                                 |
| 1998   | キューバ · アマリリス・サボン · レグナ・ベルデシア · ドリュリス・ゴンサレス · ケニア・ロドリゲス · シベリス・ベラネス · ディアデニス・ルナ · ダイマ・ベルトラン                                          | フランス フレデリク・ジョシネ サラ・ニシロ＝ロッソ マリー＝クレール・レストゥー マガリ・バトン セブリーヌ・バンデネンド カリーヌ・バルレ セリーヌ・ルブラン クリスティーヌ・シコ | ベルギー アン・シモンス インゲ・クレメント マリー＝イザベル・ロンバ ジェラ・バンデカバイエ ウラ・ウェルブルック ハイジ・ラケルス ブリジット・オリベール                    | 中国 ジン・シュジャオ ヘ・ジ ジェン・リンリ 李淑芳 パン・ユチン リ・ヤンフ 孫福明 |
| 2002   | 日本 真壁友枝 北田佳世 横澤由貴 茂木仙子 上野順恵 谷本歩実 上野雅恵 阿武教子 松崎みずほ 新谷翠 塚田真希                                                                                                  | キューバ · ダニエスカ・カリオン · アマリリス・サボン · ユリスレイディス・ルペティ · アナイシス・エルナンデス · シベリス・ベラネス · ユリセル・ラボルデ · ダイマ・ベルトラン      | イタリア ジュゼッピーナ・マクリ ラウラ・マッダローニ シンジア・カバズティ マッダレーナ・ソレンティーノ イレニア・スカピン ルチア・モリコ バルバラ・アンドリーナ            | 中国 高峰 劉玉香 ワン・シュヤン 許岩 ワン・ユアン ウェイ・チンファン 賈雪英 |
| 2006   | フランス フレデリク・ジョシネ オドリー・ラリッツァ アナベル・ウラニ バルバラ・アレル リュシ・デコス ジブリズ・エマヌ ステファニー・ポサメ セリーヌ・ルブラン アン＝ソフィー・モンディエール エバ・ビセニ | キューバ · ヤネト・ベルモイ · ヤミルカ・デルバレ · ユリスレイディス・ルペティ · ドリュリス・ゴンサレス · ヤレニス・カスティージョ · ユリセル・ラボルデ · イビス・デュエナス      | 日本 中村美里 山岸絵美 横澤由貴 西田優香 佐藤愛子 宇高菜絵 上野順恵 谷本歩実 上野雅恵 岡明日香 中沢さえ 堀江久美子 塚田真希 立山真衣                                       | 中国 高峰 李営 許岩 徐玉華 秦東亜 劉霞 佟文 |
| 2007   | 中国 高峰 冼東妹 許岩 徐麗麗 秦東亜 楊秀麗 佟文 | キューバ · ヤネト・ベルモイ · スセル・ムステリエル · ユリスレイディス・ルペティ · ドリュリス・ゴンサレス · ヤレニス・カスティージョ · ユリセル・ラボルデ · イダリス・オルティス  | 日本 福見友子 西田優香 佐藤愛子 上野順恵 上野雅恵 堀江久美子 薪谷翠 | モンゴル ウラチメグ・バーサンフ ムンフバータル・ブンドゥマー ヒシグバット・エルデネットオド ツェデブスレン・ムンフザヤ バトヒシグ・フレルドルジ プレブジャルガル・ルハムデグド ドルジゴトフ・ツェレンハンド |
| 2008   | 日本 福見友子 山岸絵美 中村美里 西田優香 松本薫 上野順恵 谷本歩実 上野雅恵 國原頼子 中沢さえ 穴井さやか 杉本美香                                                                                         | フランス レティシア・ペイエ マリーヌ・リシャール サラ・ロコ エマニュエル・ペイエ マガリ・ルグエイ リュシ・ルエット ケティ・マテ                                                  | ドイツ セベリネ・ペシュ マリーン・クラー マーレン・ハイン ミリアム・ローパー クラウディア・マルツァン ケルスティン・ティエレ ハイデ・ウォラート フランツィスカ・コーニッツ | 中国 シャオ・ジュン 石俊杰 スン・ロン リ・ラン 秦東亜 劉霞 秦茜 |
| 2010   | オランダ キティ・ブラビク ユール・フランセン エリザベト・ウィルボーダス アニカ・ファンエムデン リンダ・ボルダー マリンド・フェルケルク カローラ・アイレンフト                                            | ドイツ スージー・ジンマーマン ミリアム・ローパー クラウディア・マルツァン イリヤナ・マルツォク ハイデ・ウォラート                                                                | 日本 西田優香 小島愛子 岩田千絵 宇高菜絵 谷本育実 田中美衣 渡邉美奈 岡明日香 立山真衣 石山麻弥                                                                             | トルコ アイニュル・サマト スメッイェ・アックシュ トゥグバ・ゼヒル セルダ・カラダグ ブシュラ・カティポグル セイダ・バイラム グルサン・コカトゥルク ベルキシュ・ゼフラ・カヤ                                  |
| 2011   | フランス プリシラ・ネト オトーヌ・パヴィア ジブリズ・エマヌ リュシ・デコス ケティ・マテ | 日本 中村美里 西田優香 佐藤愛子 松本薫 上野順恵 田知本遥 國原頼子 杉本美香 田知本愛                                                                                              | ドイツ マリーン・クラー マーレン・ハイン クラウディア・マルツァン イリヤナ・マルツォク ハイデ・ウォラート フランツィスカ・コーニッツ                                       | キューバ · ヤネト・ベルモイ · ユリスレイディス・ルペティ · マリセト・エスピノーサ · オニックス・コルテス · イダリス・オルティス ·                                                                           |
| 2012   | 日本 橋本優貴 山本杏 宇高菜絵 阿部香菜 田中美衣 大野陽子 今井優子 田知本愛 立山真衣 | 中国 馬英楠 盧童娟 徐麗麗 陳飛 秦茜 | キューバ · ヤネト・ベルモイ · アリウスカ・オヘダ · マリセト・エスピノーサ · オニックス・コルテス · カリエマ・アントマルチ                                                  | ブラジル エリカ・ミランダ ケトレイン・クアドロス ラファエラ・シルバ マリア・ポルテラ マリア・アルテマン |
| 2013   | 日本 橋本優貴 山本杏 阿部香菜 田知本遥 田知本愛 | ブラジル エリカ・ミランダ ラファエラ・シルバ カテリーネ・カンポス マリア・ポルテラ マイラ・アギアル マリア・アルテマン                                                           | キューバ · マリア・セリア・ラボルデ · ヤネト・ベルモイ · マリセト・エスピノーサ · オニックス・コルテス · イダリス・オルティス                                              | フランス レティシア・ペイエ オトーヌ・パヴィア エレーヌ・ルスボー クラリス・アグベニュー ジブリズ・エマヌ リュシ・ルエット エミリ・アンデオル                                                               |
| 2014   | フランス プリシラ・ネト オトーヌ・パヴィア エレーヌ・ルスボー クラリス・アグベニュー マルゴー・ピノ リュシ・ルエット オドレー・チュメオ                                                                  | モンゴル ムンフバータル・ブンドゥマー ドルジスレン・スミヤ バルドルジ・ムングンチメグ ツェンドアユシュ・ナランジャルガル バトトゥルガ・ムンフザヤ                                | 日本 橋本優貴 志々目愛 宇高菜絵 田代未来 田知本遥 ヌンイラ華蓮 山部佳苗 田知本愛                                                                                           | ドイツ ロミー・タラングル ミリアム・ローパー マルティナ・トライドス ラウラ・ヴァルガス＝コッホ イリヤナ・マルツォク ルイーゼ・マルツァン ヤスミン・クルプス                                                 |
| 2015   | 日本 中村美里 山本杏 田代未来 新井千鶴 ヌンイラ華蓮 山部佳苗 | ポーランド カロリナ・ピエンコフスカ アルレタ・ポドラック アナ・ボロフスカ キャサリン・クライス ダリア・ポゴルゼレツ                                                              | ドイツ マリーン・クラー ミリアム・ローパー マルティナ・トライドス サンドラ・ディートリッヒ ヤスミン・クルプス                                                              | ロシア ユリア・リジョワ イリーナ・ザブルディナ エカテリーナ・バルコワ ヤナ・クリウコワ アレクサンドラ・バビンツェワ                                                                                         |

### 男女混合団体戦
| 開催年 | 優勝 | 2位 | 3位 | 3位 |
| 2017   | 日本 芳田司 宇高菜絵 橋本壮市 中矢力 新井千鶴 新添左季 長澤憲大 朝比奈沙羅 素根輝 王子谷剛志 原沢久喜                                          | ブラジル ラファエラ・シルバ マルセロ・コンティーニ マリア・ポルテラ ビクトル・ペナルベル マリア・アルテマン ラファエル・シルバ                                                     | フランス エレーヌ・ルスボー ピエール・デュプラ ベンジャマン・アクサス マリー＝エヴ・ガイエ アクセル・クレルジュ ロマヌ・ディッコ シリル・マレ                                                                  | 韓国 権柔貞 安昌林 チョン・ヘジン 郭同韓 金珉程 金成民 |
| 2018   | 日本 芳田司 玉置桃 立川新 大野陽子 向翔一郎 朝比奈沙羅 素根輝 原沢久喜 小川雄勢                                                                | フランス プリシラ・ネト ギヨーム・シェヌ クラリス・アグベニュー マリー＝エヴ・ガイエ アクセル・クレルジュ アン＝ファトゥマタ・ンベロ アレクサンドル・イディア シリル・マレ         | ロシア アナスタシア・コンキナ ムサ・モグシコフ アレナ・プロコペンコ ミハイル・イゴルニコフ アンジェラ・ガスパリアン イナル・タソエフ                                                                           | 南北合同チーム 権柔貞 キム・ジナ 安昌林 アン・ジュンスン クォン・スンヨン 郭同韓 ハン・ミジン キム・ミンジョン                                                             |
| 2019   | 日本 芳田司 玉置桃 大野将平 橋本壮市 新井千鶴 大野陽子 村尾三四郎 濵田尚里 影浦心                                                              | フランス サラ＝レオニー・シジク キリアン・ル・ブルーシュ ギヨーム・シェヌ マリー＝エヴ・ガイエ アクセル・クレルジュ マドレーヌ・マロンガ アレクサンドル・イディア シリル・マレ     | ロシア ダリア・メジェツカヤ ヤゴ・アブラゼ レチ・エディエフ アレナ・プロコペンコ フセン・ハルムルザエフ クセニア・チビソワ イナル・タソエフ                                                                    | ブラジル ラファエラ・シルバ エドゥアルド・バルボサ マリア・ポルテラ エドゥアルド・ユウジ・サントス ラファエル・マセド マリア・アルテマン ラファエル・シルバ ダビド・モウラ |
| 2021   | 日本 舟久保遥香 橋本壮市 原田健士 新添左季 長澤憲大 増山香補 秋場麻優 影浦心 佐藤和哉                                                          | フランス ゲタネ・ドゥベルト アストリド・ネト ジョアン＝バンジャマン・ガバ マリー＝エヴ・ガイエ フランシス・ダミエル レア・フォンテーヌ セドリク・オリバル                          | ウズベキスタン シュクリョン・アミノワ オビドホン・ノモノフ グルノザ・マトニヤゾワ シェルムハンマド・ジャンドレーフ イリシホン・クルバンバエワ ムザファルベク・トゥロボエフ                                     | ブラジル ケテリン・ナシメント エドゥアルド・バルボサ マリア・ポルテラ ラファエル・マセド ベアトリス・ソウザ ダビド・モウラ                                                 |
| 2022   | 日本 舟久保遥香 玉置桃 原田健士 新添左季 津金恵 増山香補 田嶋剛希 冨田若春 高橋瑠璃 太田彪雅                                                   | フランス サラ＝レオニー・シジク ジョアン＝バンジャマン・ガバ マリー＝エヴ・ガイエ アレクシス・マテュー ロマヌ・ディッコ ジョセフ・テレク                                           | ドイツ パウリーヌ・シュタルケ イゴール・ヴァントケ ミリアム・ブトケライト エドゥアルト・トリッペル アンナ＝マリア・ヴァーグナー ヨハネス・フレイ                                                               | イスラエル ティムナ・ネルソン＝レヴィ イド・レビン マヤ・ゴシェン サギ・ムキ ガイ・グレビッチ ラズ・ヘルシュコ ピーター・パルチック                                        |
| 2023   | 日本 舟久保遥香 玉置桃 橋本壮市 古賀颯人 新添左季 桑形萌花 田嶋剛希 瀬川麻優 斉藤立 影浦心                                                     | フランス サラ＝レオニー・シジク ジョアン＝バンジャマン・ガバ マリー＝エヴ・ガイエ マルゴー・ピノ マクシム＝ガエル・ンガヤ＝アムブ ロマヌ・ディッコ コラリ・ハイメ ジョセフ・テレク | オランダ ジュリー・ブルスケンス コエン・エフ キム・ポリング サンネ・ファンデイケ ノエル・ファントエンド フランク・デ・ウィット フーシェ・ステーンハイス カレン・ステフェンソン ロイ・メイヤー ミハエル・コレル | ジョージア エテリ・リパルテリアニ ラシャ・シャフダトゥアシビリ エテル・アスキラシビリ ラシャ・ベカウリ ルカ・マイスラゼ ソフィオ・ソムヒシビリ グラム・ツシシビリ          |
| 2024   | 日本 玉置桃 高野綺海 田中龍雅 田中志歩 本田万結 川端倖明 新井万央 中野寛太                                                                     | フランス ファイザ・モクダル ジョアン＝バンジャマン・ガバ マルゴー・ピノ アクセル・クレルジュ コラリ・ハイメ レア・フォンテーヌ マテオ・アキアナ＝モンゴ                            | イタリア タウアニ＝ダビド・カパッニ＝ディアス ジョバンニ・エスポジト イレーネ・ペドロッティ キム・ポリング ロレンゾ・リガノ アシャ・タバノ ニコラス・ムンガイ                                                  | ジョージア ニノ・ロラーゼ ゲオルギー・チヘリゼ エテル・アスキラシビリ ディミトリ・ゴチライゼ ルカ・バブツィゼ ソフィオ・ソムヒシビリ グラム・ツシシビリ                    |
| 2025   | ジョージア エテリ・リパルテリアニ ミヘイリ・バフバハシビリ マリアム・チャントゥリア ラシャ・ベカウリ ソフィオ・ソムヒシビリ グラム・ツシシビリ | 韓国 ホ・ミミ ベ・ドンヒョン イ・エラン キム・チョンフン イ・ヘギョン イ・スンキョブ                                                                                               | 日本 玉置桃 石原樹 田中裕大 寺田宇多菜 高橋瑠璃 新井万央 中野寛太 | ドイツ セイヤ・バルハウス イゴール・ヴァントケ ミリアム・ブトケライト エドゥアルト・トリッペル サミラ・ブイツガルネ ロセニ・コネ                                           |

## 国別団体戦(エキシビション)の結果

### 男子
| 開催年 | 優勝 | 2位 | 3位 | 3位 |
| 2003   | フランス バンジャマン・ダルベレ ラルビ・ベンブダウ ダニエル・フェルナンデス セドリク・クラベリ フレデリック・デモンフォコン ジスラン・ルメール フレデリク・ルカヌ マチュー・バタイユ | 日本 野村忠宏 鳥居智男 小見川道浩 金丸雄介 高松正裕 秋山成勲 泉浩 矢嵜雄大 井上智和 井上康生 棟田康幸 鈴木桂治 上口孝太 | ロシア マゴメド・ジャファロフ サラム・メジドフ ハサンビ・タオフ ドミトリー・マクシモフ タメルラン・トメノフ                                | イラン マスード・ハジ・アーホンドザーデ カゼム・サリハニ コベスラフ・ベレチェイ マスード・ホスラビネジャド サエド・ホスラビネジャド マフムード・ミラン |
| 2005   | 韓国 鄭富競 金宰範 金旼奎 黄禧太 蔣盛晧 金聖氾 | 日本 内柴正人 秋本啓之 高松正裕 金丸雄介 小野卓志 野瀬英豪 泉浩 斎藤制剛 棟田康幸 生田秀和                              | ジョージア ダビド・マルゴシビリ ダビド・ケフキシビリ グリゴリ・マムリキシビリ ズラブ・ズビャダウリ イラクリ・ツィレキゼ イベリ・ジクラウリ | ブラジル ジョアン・デルリ レアンドロ・ギルヘイロ ティアゴ・カミロ アレクサンデル・ゲデス ジョアン・シリトレー                                          |

### 女子
| 開催年 | 優勝 | 2位                                                     | 3位 | 3位 |
| 2003   | 日本 田村亮子 横澤由貴 宝寿栄 茂木仙子 谷本歩実 上野順恵 上野雅恵 貝山仁美 阿武教子 松崎みずほ 塚田真希 薪谷翠 | 中国 劉玉香 李淑芳 秦東亜 尹玉峰 佟文                   | フランス フレデリク・ジョシネ アナベル・ウラニ バルバラ・アレル リュシ・デコス アミナ・アブデラティフ マリー・パスケ セリーヌ・ルブラン アン＝ソフィー・モンディエール エバ・ビセニ | キューバ · ダニエスカ・カリオン · アマリリス・サボン · ユリスレイディス・ルペティ · ドリュリス・ゴンサレス · レグラ・レイエン · ユリセル・ラボルデ · ダイマ・ベルトラン |
| 2005   | フランス アナベル・ウラニ バルバラ・アレル リュシ・デコス マリー・パスケ セリーヌ・ルブラン                    | 韓国 金京玉 チョン・ヘミ 李馥熙 裵恩惠 チョン・ジウォン | 日本 横澤由貴 吉村依子 宮本樹理 岩藤理恵 谷本歩実 上野順恵 上野雅恵 渡邉美奈 塚田真希 杉本美香                                                                                      | アルジェリア ソラヤ・ハダド リラ・ラトルス カヒナ・ハディド ラディア・ブブリウア ラチダ・ウエルダネ                                                                     |

## 各国メダル数
| 順 | 国・地域       | 金 | 銀 | 銅 | 計 |
| -- | -------------- | -- | -- | -- | -- |
| 1  | 日本           | 18 | 2  | 9  | 29 |
| 2  | フランス       | 5  | 8  | 6  | 19 |
| 3  | ジョージア     | 4  | 1  | 5  | 10 |
| 4  | キューバ       | 2  | 3  | 3  | 8  |
| 5  | ロシア         | 1  | 3  | 7  | 11 |
| 6  | 中国           | 1  | 1  | 4  | 6  |
| 7  | オランダ       | 1  | 0  | 1  | 2  |
| 8  | ブラジル       | 0  | 6  | 5  | 11 |
| 9  | 韓国           | 0  | 3  | 5  | 8  |
| 10 | ドイツ         | 0  | 2  | 8  | 10 |
| 11 | モンゴル       | 0  | 1  | 2  | 3  |
| 12 | ウズベキスタン | 0  | 1  | 1  | 2  |
| 13 | ポーランド     | 0  | 1  | 0  | 1  |
| 14 | イタリア       | 0  | 0  | 3  | 3  |
| 15 | ベルギー       | 0  | 0  | 1  | 1  |
| 15 | 南北合同チーム | 0  | 0  | 1  | 1  |
| 15 | イスラエル     | 0  | 0  | 1  | 1  |
| 15 | トルコ         | 0  | 0  | 1  | 1  |

## 歴代開催地一覧
| 年   | 開催都市               | 開催国           |
| ---- | ---------------------- | ---------------- |
| 1994 | パリ                   | フランス         |
| 1997 | 大阪                   | 日本             |
| 1998 | ミンスク               | ベラルーシ       |
| 2002 | バーゼル               | スイス           |
| 2003 | 大阪(エキシビション)   | 日本             |
| 2005 | カイロ(エキシビション) | エジプト         |
| 2006 | パリ                   | フランス         |
| 2007 | 北京                   | 中国             |
| 2008 | 東京                   | 日本             |
| 2010 | アンタルヤ             | トルコ           |
| 2011 | パリ                   | フランス         |
| 2012 | サルヴァドール         | ブラジル         |
| 2013 | リオデジャネイロ       | ブラジル         |
| 2014 | チェリャビンスク       | ロシア           |
| 2015 | アスタナ               | カザフスタン     |
| 2017 | ブダペスト             | ハンガリー       |
| 2018 | バクー                 | アゼルバイジャン |
| 2019 | 東京                   | 日本             |
| 2021 | ブダペスト             | ハンガリー       |
| 2022 | タシケント             | ウズベキスタン   |
| 2023 | ドーハ                 | カタール         |
| 2024 | アブダビ               | アラブ首長国連邦 |
| 2025 | ブダペスト             | ハンガリー       |
| 2026 | バクー                 | アゼルバイジャン |